# 梅爾德里姆 (喬治亞州)
梅爾德里姆（英語：Meldrim）是位於美國喬治亞州埃芬漢縣的一個非建制地區。該地的面積和人口皆未知。

## 地理
梅爾德里姆的座標為32°08′36″N 81°22′40″W / 32.14333°N 81.37778°W，而該地的平均海拔高度為10米（即33英尺）。